# Pegomya cyclicans
Pegomya cyclicans este o specie de muște din genul Pegomya, familia Anthomyiidae. A fost descrisă pentru prima dată de Pandelle în anul 1900.
Este endemică în Franța. Conform Catalogue of Life specia Pegomya cyclicans nu are subspecii cunoscute.